# Carpophthorella magnifica
Carpophthorella magnifica är en tvåvingeart som beskrevs av Friedrich Georg Hendel 1914. Carpophthorella magnifica ingår i släktet Carpophthorella och familjen borrflugor.
Artens utbredningsområde är Taiwan. Inga underarter finns listade.